# Décomposition (ministère de la Sécurité d'État)

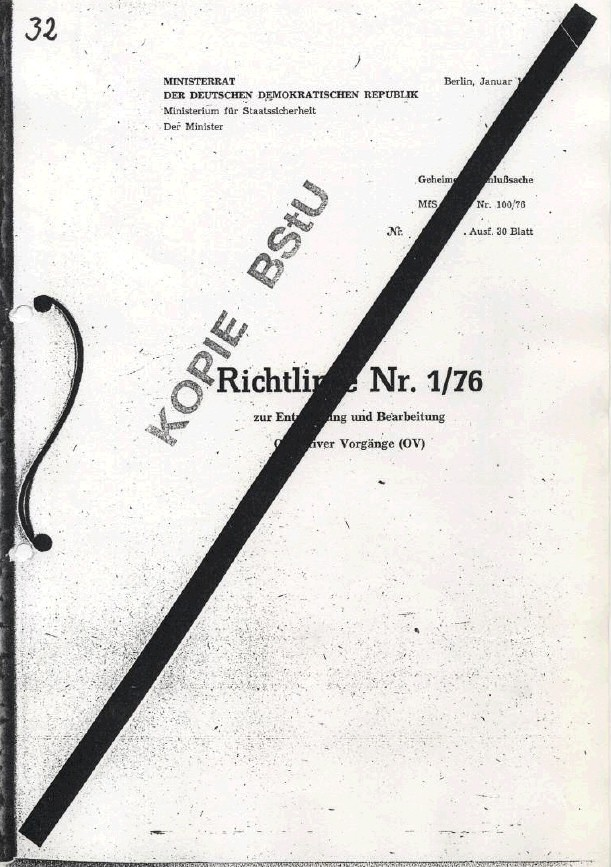
Directive n° 1/76 sur l'élaboration et la révision des procédures opérationnelles, réalisée en janvier 1976, qui décrivait la « Zersetzung » comme pratique courante du ministère de la Sécurité de l'État (Stasi)

La décomposition (en allemand Zersetzung) était une technique de travail et de répression politique de la police secrète est-allemande, la Stasi. Elle avait pour but de combattre les opposants politiques, supposés ou avérés. Les « mesures de décomposition », définies dans le cadre d'une ligne de conduite de 1976, ont été effectivement utilisées dans le cadre des « procédures opérationnelles » (en allemand Operative Vorgänge ou OV). Elles ont remplacé la terreur ouverte de l'ère Ulbricht.

## Description
En tant que pratique de persécution répressive, la décomposition remplissait des fonctions étendues et secrètes de contrôle et de manipulation, jusque dans les relations personnelles de la cible. La Stasi s'appuyait pour cela sur son réseau de collaborateurs officieux (en allemand inoffizielle Mitarbeiter ou IM), sur l'influence de l'État sur les institutions et sur la « psychologie opérationnelle ». Par des attaques psychologiques ciblées, la Stasi essayait ainsi d'ôter au dissident toute possibilité d'« action hostile ».
Grâce à de nombreux dossiers de la Stasi rendus publics à la suite du tournant en Allemagne de l'Est, l'usage des mesures de décomposition est bien documenté. Selon les estimations, le nombre de victimes de telles mesures serait de l'ordre du millier, voire de la dizaine de milliers, et parmi elles, 5 000 auraient subi des dommages irréversibles. Des pensions de dédommagement ont été créées pour les victimes.

## Définition
« [La décomposition est une] méthode opérationnelle du ministère de la Sécurité d'État pour une lutte efficace contre les agissements subversifs, en particulier dans le traitement des opérations. Avec la décomposition, au travers de différentes activités politiques opérationnelles, on prend de l'influence sur les personnes hostiles et négatives, en particulier sur ce qu'il y a d'hostile et de négatif dans leurs dispositions et leurs convictions, de sorte qu'elles soient secouées et peu à peu changées, et le cas échéant que les contradictions ainsi que les différences entre les forces hostiles et négatives soient provoquées, exploitées ou renforcées.

Le but de la décomposition est la fragmentation, la paralysie, la désorganisation et l'isolement des forces hostiles et négatives, afin d'empêcher par là, de manière préventive, les agissements hostiles et négatifs, de les limiter en grande partie ou de les éviter totalement, et le cas échéant de préparer le terrain à un rétablissement politique et idéologique.

Les décompositions sont également un élément constitutif immédiat des procédures opérationnelles et d'autres activités préventives pour empêcher des rassemblements hostiles. Les forces principales de la mise en œuvre des décompositions sont les collaborateurs officieux. La décomposition présuppose des informations et des preuves significatives sur des activités hostiles planifiées, préparées et accomplies ainsi que des points d'ancrage correspondants pour des mesures de décomposition.

La décomposition doit se produire sur la base d'une analyse de fond des faits et de l'établissement exact du but concret. La décomposition doit être exécutée de manière uniforme et encadrée, ses résultats doivent être documentés.

L'explosivité politique de la décomposition pose des impératifs élevés en ce qui concerne le maintien du secret. »

— Ministère de la Sécurité d'État, Dictionnaire du travail politique et opérationnel (Wörterbuch zur politisch-operativen Arbeit), entrée « Décomposition » (Zersetzung)

## Contexte politique
Pendant la première décennie d'existence de la RDA, l'opposition politique est combattue principalement par le droit pénal, via les accusations d'incitation à la guerre et au boycott. Pour contrecarrer l'isolement de la RDA sur la scène internationale, dû à la construction du mur en 1961[pas clair], la terreur judiciaire est abandonnée. Surtout depuis le début de l'ère Honecker en 1971, la Stasi intensifie ses efforts pour punir les comportements dissidents sans passer par le droit pénal. Des motifs importants sont le désir de la part de la RDA de reconnaissance internationale et le rapprochement avec l'Allemagne de l'Ouest à la fin des années 60. En effet la RDA s'engage, aussi bien dans le traité fondamental signé avec la RFA que dans l'adhésion à la Charte de l'ONU ou dans les accords d'Helsinki à respecter les droits de l'Homme,,, ou du moins, annonce son intention comme telle. Le régime du Parti socialiste unifié (en allemand sozialistische Einheitspartei ou SED) décide donc de réduire le nombre de prisonniers politiques, ce qu'il compense par des pratiques de répression sans emprisonnement ni condamnation,.

## Mise en pratique

### Sur les individus
La Stasi appliquait la décomposition avant, pendant, après ou à la place de l'incarcération de la personne cible. Les « procédures chirurgicales » n'avaient pas pour but, en général, de récolter des preuves à charge contre la cible, pour pouvoir entamer des poursuites. La Stasi considérait plutôt les mesures de décomposition comme un instrument à part, qui était utilisé quand des procédures judiciaires n'étaient pas bienvenues, pour des raisons politiques comme l'image internationale de la RDA,. Dans certains cas la Stasi essayait cependant, en connaissance de cause, d'inculper un individu, par exemple dans le cas de Wolf Biermann : on lui envoya des mineurs, espérant qu'il se laisserait séduire et qu'on pourrait ainsi le poursuivre pénalement. Les délits qu'on recherchait pour de telles accusations étaient non politiques, comme la possession de drogue, le trafic douanier ou de devises, le vol, la fraude fiscale ou le viol.
Les formes éprouvées de la décomposition sont décrites par la directive 1/76 :

« dégradation systématique de la réputation, de l'image et du prestige sur la base de données d'une part vraies, vérifiables et dégradantes, et d'autre part fausses, vraisemblables, irréfutables et toujours dégradantes ; organisation systématique d'échecs professionnels et sociaux pour démolir la confiance en soi de l'individu ; […] stimulation des doutes relatifs aux perspectives d'avenir ; stimulation de la méfiance et du soupçon mutuel au sein des groupes […] ; mise en place d'obstacles spatiaux et temporels rendant impossibles, ou du moins entravant les relations réciproques des membres d'un groupe […], par exemple par […] l'attribution de lieux de travail éloignés. »

— Directive no  1/76 de janv. 1976 pour le développement des Operative Vorgänge.
À partir des connaissances obtenues par l'espionnage, la Stasi établissait des sociogrammes et des psychogrammes qu'elle appliquait pour les formes psychologiques de la décomposition. On exploitait les particularités et les penchants personnels, comme l'homosexualité, ainsi que les faiblesses de caractère supposées de la personne ciblée — par exemple un échec professionnel, la négligence des devoirs parentaux, des intérêts pornographiques, le divorce, l'alcoolisme, la dépendance aux médicaments, les tendances à l'action criminelle, les passions pour une collection ou pour un jeu, ou des contacts avec des cercles d'extrême-droite — ou bien on la couvrait de honte par des rumeurs répandues dans son entourage,. Du point de vue de la Stasi, les mesures étaient d'autant plus fructueuses qu'elles étaient appliquées en liaison avec la personnalité, tout « schématisme » devait être évité.
En outre, faisaient partie des méthodes de décomposition l'espionnage ouvert, caché ou feint, l'ouverture des lettres et l'écoute des conversations téléphoniques, les atteintes à la propriété privée, les manipulations sur les véhicules et jusqu'à l'empoisonnement de la nourriture et l'usage de faux médicaments. Certains collaborateurs de la Stasi prenaient en compte tacitement le suicide des victimes de décomposition.
Il n'a pas été établi définitivement si la Stasi utilisait des rayons X pour provoquer chez les opposants des problèmes de santé à long terme. En effet, en deux ans d'intervalle sont morts du cancer Rudolf Bahro, Gerulf Pannach et Jürgen Fuchs, trois dissidents importants qui avaient été emprisonnés au même moment. Une étude du mandataire fédéral pour la documentation du service de sécurité de l'État de l'ex-République démocratique allemande (Bundesbeauftragte für die Unterlagen des Staatssicherheitsdienstes der ehemaligen Deutschen Demokratischen Republik ou BStU) a cependant rejeté sur la base des documents subsistants une telle utilisation dolosive des rayons X et n'évoqua à la place que des cas isolés et involontaires d'utilisation nocive de sources radioactives, par exemple pour le marquage de documents.
Au nom de la cible, la Stasi publiait des petites annonces, commandait des produits ou passait des appels d'urgence, pour la terroriser,. Pour menacer ou intimider ou susciter des psychoses, la Stasi s'assurait l'accès au logement de la cible et y laissait des traces visibles de sa présence, en ajoutant, déplaçant ou modifiant des objets.

### Sur les groupes et les relations sociales
La Stasi manipulait les relations d'amitié, d'amour, de mariage et familiales par des lettres anonymes, des télégrammes et des appels téléphoniques ainsi que des photos compromettantes, souvent truquées. De cette manière, les parents et les enfants étaient censés devenir systématiquement étrangers l'un à l'autre. Pour provoquer des conflits et des liaisons extraconjugales, la Stasi mettait en œuvre des séductions ciblées via des agents Roméo.
Pour la décomposition des groupes, on les infiltrait par des collaborateurs officieux, parfois mineurs. Le travail des groupes d'opposants était entravé par de permanentes contre-propositions et désaccords de la part des collaborateurs officieux lors des prises de décision. Pour semer la méfiance à l'intérieur du groupe, la Stasi faisait croire que certains membres étaient des collaborateurs officieux : en plus de la diffusion de rumeurs et de photos manipulées, la Stasi feignait des indiscrétions à propos de collaborateurs officieux, ou plaçait des membres des groupes ciblés à des postes administratifs pour faire croire qu'il s'agissait d'une récompense pour une activité de collaborateur officieux. De même, on éveillait des soupçons sur certains membres du groupe par l'attribution de privilèges, par exemple pour les autorisations de voyages, l'attribution d'un logement ou d'une voiture personnelle. En outre, l'emprisonnement de seulement certains membres du groupe faisait naître des soupçons.